# Leka Zogu (1982)
Leka Anwar Zog Reza Baudouin Msiziwe Zogu (Johannesburg, 26 marzo 1982) è l'unico figlio di Leka Zogu, principe ereditario di Albania, ed è pertanto pretendente al trono.

## Biografia
Leka Zogu ha svolto attività presso il Ministero degli Interni albanese ed il ministero degli Affari Esteri. 
Viene definito dai monarchici albanesi come re Leka II, dopo la morte di suo padre, che era conosciuto come Leka I, avvenuta il 30 novembre 2011, ed è stato quindi riconosciuto dai monarchici come capo della Casa di Zogu, re titolare degli albanesi e terzo capo dell'Ordine della Besa, dell'Ordine di Skanderbeg e dell'Ordine del Coraggio.

### Vita privata
Nel maggio 2010 si è fidanzato con Elia Zaharia, attrice e cantante albanese, che ha poi sposato a Tirana l'8 ottobre 2016.
Dal suo matrimonio con Elia Zaharia il 22 ottobre 2020 è nata a Tirana Geraldine, nome datole in ricordo della nonna paterna, regina degli albanesi, Geraldine (morta il 22 ottobre 2002), e fu battezzata il 28 gennaio 2023, ricevendo i nomi di Geraldine Sybilla Francesca Susan Marie.
La coppia ha annunciato la separazione all'inizio del 2024.

## Ascendenza
|                                 |                          |                                     | Genitori                            |  |  | Nonni |  |  | Bisnonni          |  |  | Trisnonni         |  |
|                                 |                          |                                     |                                     |  |  |       |  |  | Xhemal Pasha Zogu |  |  | Xhelal Pasha Zogu |  |
|                                 |                          |                                     |                                     |  |  |       |  |  | Xhemal Pasha Zogu |  |  | Xhelal Pasha Zogu |  |
|                                 |                          | Ruhije Alltuni                      |                                     |  |  |       |  |  | Xhemal Pasha Zogu |  |  |                   |  |
| Zog I d'Albania                 |                          |                                     |                                     |  |  |       |  |  | Xhemal Pasha Zogu |  |  |                   |  |
|                                 |                          | Sadije Toptani                      | Salah Bey Toptani                   |  |  |       |  |  |                   |  |  |                   |  |
|                                 |                          | Sadije Toptani                      | Salah Bey Toptani                   |  |  |       |  |  |                   |  |  |                   |  |
|                                 |                          | Sadije Toptani                      | Annije Hanem Toptani                |  |  |       |  |  |                   |  |  |                   |  |
| Leka Zogu d'Albania             |                          | Sadije Toptani                      |                                     |  |  |       |  |  |                   |  |  |                   |  |
|                                 |                          | Conte Gyula Apponyi de Nagy-Apponyi | Conte Lajos Apponyi de Nagy-Apponyi |  |  |       |  |  |                   |  |  |                   |  |
|                                 |                          | Conte Gyula Apponyi de Nagy-Apponyi | Conte Lajos Apponyi de Nagy-Apponyi |  |  |       |  |  |                   |  |  |                   |  |
|                                 |                          | Conte Gyula Apponyi de Nagy-Apponyi | Contessa Margareta von Seherr-Thoß  |  |  |       |  |  |                   |  |  |                   |  |
| Géraldine Apponyi de Nagyappony |                          | Conte Gyula Apponyi de Nagy-Apponyi |                                     |  |  |       |  |  |                   |  |  |                   |  |
|                                 |                          | Gladys Virginia Stewart             | John Henry Stewart                  |  |  |       |  |  |                   |  |  |                   |  |
|                                 |                          | Gladys Virginia Stewart             | John Henry Stewart                  |  |  |       |  |  |                   |  |  |                   |  |
|                                 |                          | Gladys Virginia Stewart             | Mary Virginia Ramsay Harding        |  |  |       |  |  |                   |  |  |                   |  |
| Leka Zogu d'Albania             |                          | Gladys Virginia Stewart             |                                     |  |  |       |  |  |                   |  |  |                   |  |
|                                 | Rupert Allen Cullen-Ward | William Cullen-Ward                 |                                     |  |  |       |  |  |                   |  |  |                   |  |
|                                 | Rupert Allen Cullen-Ward | William Cullen-Ward                 |                                     |  |  |       |  |  |                   |  |  |                   |  |
|                                 | Rupert Allen Cullen-Ward | Mary Ann Hibbard                    |                                     |  |  |       |  |  |                   |  |  |                   |  |
| Alan Robert Cullen-Ward         | Rupert Allen Cullen-Ward |                                     |                                     |  |  |       |  |  |                   |  |  |                   |  |
|                                 |                          | Mary Winifred Collins               | Robert Collins                      |  |  |       |  |  |                   |  |  |                   |  |
|                                 |                          | Mary Winifred Collins               | Robert Collins                      |  |  |       |  |  |                   |  |  |                   |  |
|                                 |                          | Mary Winifred Collins               | Winifred Geraghty                   |  |  |       |  |  |                   |  |  |                   |  |
| Susan Barbara Cullen-Ward       |                          | Mary Winifred Collins               |                                     |  |  |       |  |  |                   |  |  |                   |  |
|                                 |                          | Robert Sterling Murray-Prior        | Thomas Lodge Murray-Prior           |  |  |       |  |  |                   |  |  |                   |  |
|                                 |                          | Robert Sterling Murray-Prior        | Thomas Lodge Murray-Prior           |  |  |       |  |  |                   |  |  |                   |  |
|                                 |                          | Robert Sterling Murray-Prior        | Nora Clarina Barton                 |  |  |       |  |  |                   |  |  |                   |  |
| Phyllis Dorothea Murray-Prior   |                          | Robert Sterling Murray-Prior        |                                     |  |  |       |  |  |                   |  |  |                   |  |
|                                 |                          | Estella Augusta Herring             | Gerard Edgar Herring                |  |  |       |  |  |                   |  |  |                   |  |
|                                 |                          | Estella Augusta Herring             | Gerard Edgar Herring                |  |  |       |  |  |                   |  |  |                   |  |
|                                 |                          | Estella Augusta Herring             | Caroline Estella De Lange           |  |  |       |  |  |                   |  |  |                   |  |
|                                 |                          | Estella Augusta Herring             |                                     |  |  |       |  |  |                   |  |  |                   |  |